# Siddhasana

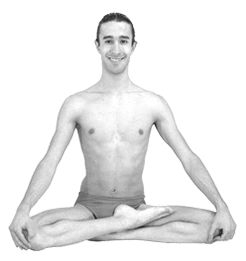
Siddhasana ou posture parfaite est l'une des deux postures (l'autre s'appelant padmasana) pour la méditation (dhyana en sanskrit qui est le septième membre dans les Yoga Sūtra de Patañjali)

Siddhasana ou posture du siddha (en sanskrit devanagari : सिद्धासन; IAST : siddhāsana, signifiant « posture parfaite » ou « posture de l'adepte » ou encore demi-lotus) est une posture assise exposée dans l'Hatha Yoga Pradipika de Yogi Svatmarama. C'est par excellence une posture utilisée dans la pratique de la méditation (dhyāna) et des exercices respiratoires (pranayama).

## Description
Celle-ci consiste à placer fermement le talon du pied gauche contre le périnée et le talon du pied droit juste au-dessus de l'organe sexuel. Dans la pratique du Hatha Yoga, il faut se tenir bien droit, appuyer le menton sur la poitrine et regarder fixement l'espace entre les sourcils.

## Effets
Cette posture apporte détente et repos du corps. Elle assouplit les chevilles et les genoux tout en apportant un afflux sanguin dans les régions abdominale et lombaire. De plus, elle tonifie les organes de l'abdomen. Siddhasana est la posture parfaite pour pratiquer la méditation (zazen, par exemple) et le pranayama.